# 안드레이 카를로프 암살 사건

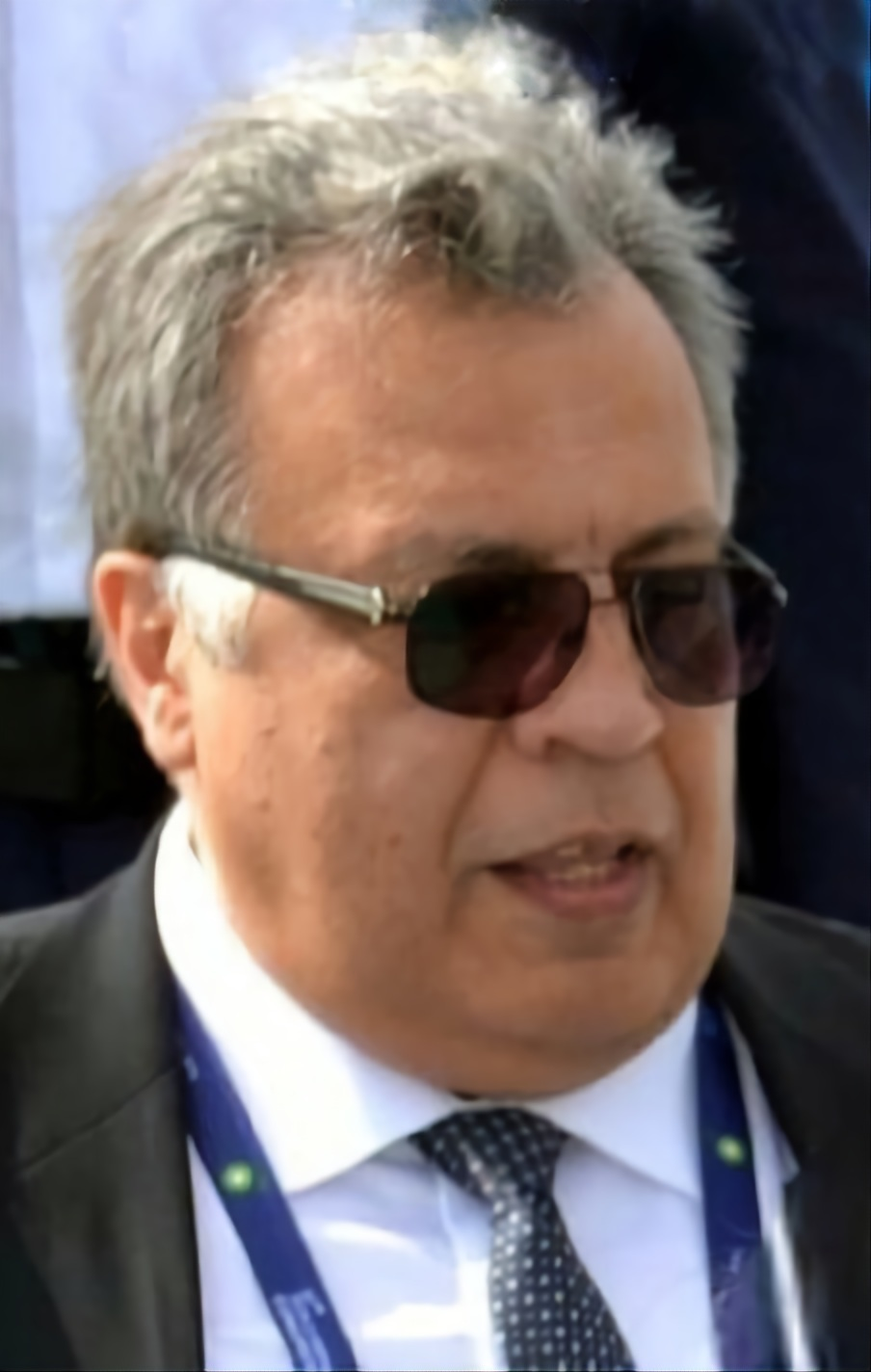
안드레이 카를로프 (2016년)

안드레이 카를로프 암살 사건은 2016년 12월 19일 터키 주재 러시아 대사 안드레이 카를로프(Андре́й Генна́дьевич Ка́рлов)가 터키 앙카라의 한 미술관에서 총격을 받고 숨진 사건이다.

## 사건경과
카를로프는 '터키인의 눈으로 본 러시아' 전시의 개막식에서 축사를 하던 중, 경호원을 위장해 뒤에서 접근한 암살범의 권총을 여러발 등에 맞고 중상을 입어 병원으로 옮겨졌으나, 치료를 받던 가운데 사망하였다.
암살범은 비번인 터키 경찰특공대 소속 메블뤼트 메르트 알튼타시(22)로서, 경찰특공대와 대치하다가 사살되었다.
암살범은 카를로프의 등 뒤에서 권총을 8발이나 발사했다. 쓰러져 이미 사망한 카를로프에게 확인사살까지 했다. 총격전 과정에서 터키 경찰특공대 3명이 부상을 입었다.

## 암살자
범인은 비번 중인 터키 경찰관으로 알려졌으며, 범행 중 "알라후 아크바르, 알라후 아크바르. 알레포를 잊지마라. 시리아를 잊지마라."라고 외쳐, 러시아의 시리아 내전 개입과 알레포 전투에서의 러시아군의 공습에 대한 보복으로 러시아 대사를 암살했을 가능성이 대두되었다.
터키 내무부에 따르면 저격범은 메블뤼트 메르트 알튼타시(22)라는 이름의 터키 경찰관으로 특수부대에 속해 있었던 것으로 알려졌다.

## 분석
러시아의 현직 대사가 주재국에서 피살되기는 1927년 폴란드 주재 소련 대사인 표트르 보이코프 이후 89년만이다.

### 시리아 내전
현재 5년 넘게 진행중인 시리아 내전에서, 터키는 미국과 함께 시리아 반군을 지원했고, 러시아는 시리아 정부군을 지원하고 있다. 이번 암살을 저지른 터키 경찰특공대 청년은, 암살직후, 시리아 내전에서 러시아군의 시리아 민간인 학살을 항의하는 소리를 질렀다.
암살 사건 며칠 전에, 장기간의 교전으로 막대한 민간인들이 살해된 알레포 전투에서, 러시아와 시리아 정부군이 승리해 알레포를 탈환하는데 성공했다. 터키와 미국이 지원하는 시리아 반군은 알레포를 빼앗겼다.

### 제3차 세계 대전 우려

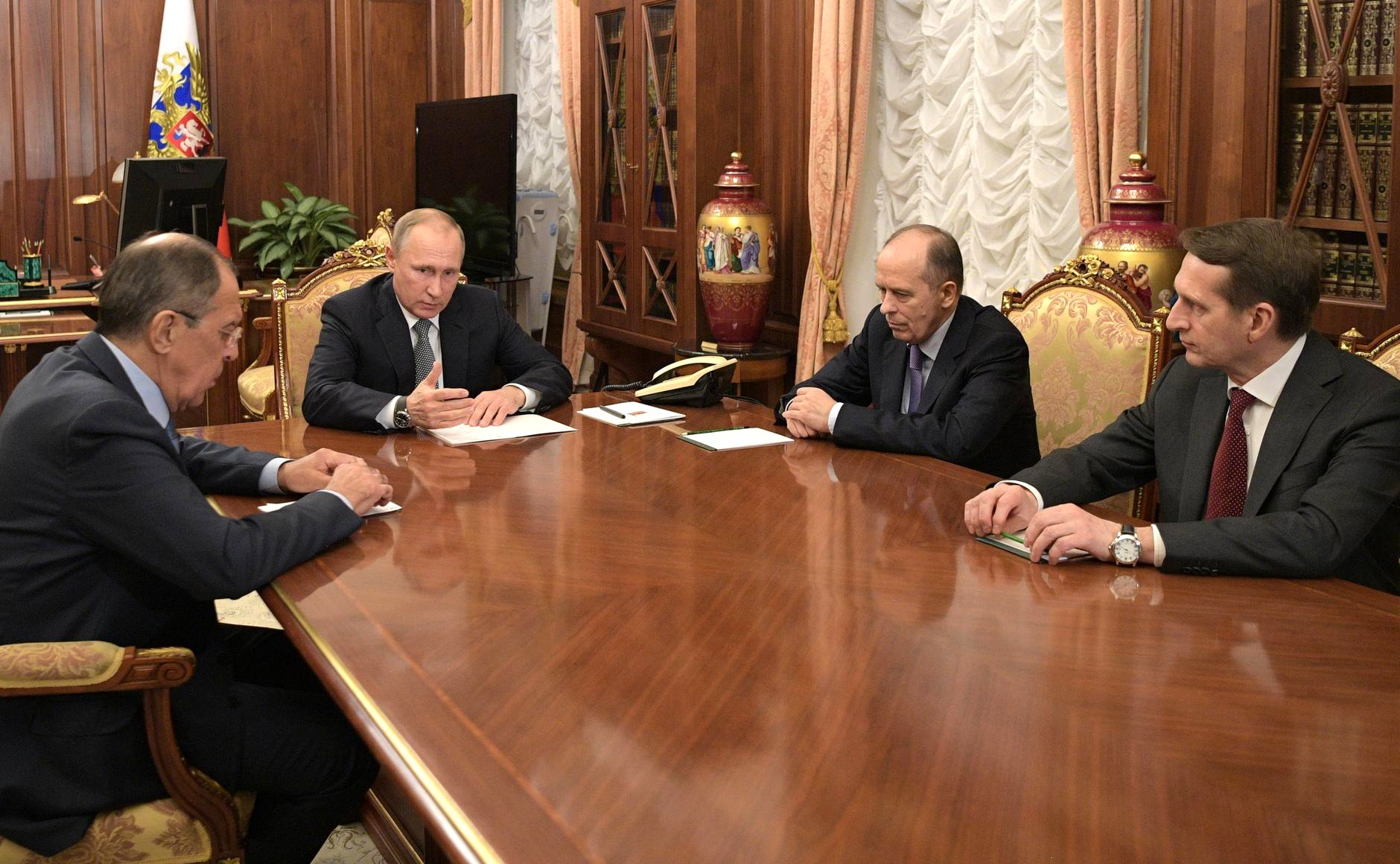
암살 사건 후 대응 방안을 논의하는 블라디미르 푸틴 러시아 대통령

일부에서는 제1차 세계 대전을 촉발한 사라예보 사건을 우려하고 있다. 러시아의 지원을 받던 세르비아의 민족주의 청년이 오스트리아 황태자의 부부를 권총 살해한 사라예보 사건 직후, 황태자의 부부를 잃은 오스트리아는 독일과 동맹외교 등 전면전 준비를 한 달 동안 하고나서, 세르비아에 48시간 시한의 수용 불가능한 조치를 요구하며, 이를 이행하지 않았다면서 세르비아를 전면 침공했다.
러시아 흑해 함대 사령부가 위치한 세바스토폴에서 이번 암살이 발생한 터키 수도 앙카라까지는 직선으로 525 km 거리밖에 되지 않는다. 러시아와 터키는 흑해를 끼고 마주보고 있다.
이번 테러를 당한 블라디미르 푸틴 러시아 대통령은 터키에 군사보복을 하는 방안을 검토했다.
푸틴 대통령은 레제프 타이이프 에르도안 대통령과 전화통화를 갖고 암살 사건의 진상을 규명하기 위해 러시아 조사관들의 터키 파견에 대한 동의를 얻어내고 이들의 파견을 지시했다. 푸틴 대통령은 "우리는 킬러를 지휘한 자가 누구인지 알아내야 한다"고 말했다. 원래 타국의 수사관이 외국에서 대대적인 수사를 하는 것은 국제법상 내정간섭금지원칙 위반이 되지만, 당해국 국가원수가 동의하면 괜찮다.

### 러시아-튀르크 전쟁
이번 테러로 러시아-튀르크 전쟁 (1877년-1878년)이 재조명 받고 있다. 1877년 4월 24일 러시아가 터키에 선전포고를 하면서 전쟁이 발발했고, 이후 7월까지 러시아의 일방적인 승리가 이어지며 터키는 붕괴 직전까지 갔다.

## 최근 터키와 러시아의 관계 악화 연표
- 2016년 11월 24일 - 터키 공군 F-16 전투기 2대가 시리아 상공의 러시아 공군 Su-24 전투기를 격추했다. 푸틴은 이날 요르단 국왕 압둘라 2세를 만난 자리에서 "등에 칼을 꽂는 행위"라며 터키를 "테러리스트의 공범"이라 비난했다.[11]
- 2016년 11월 30일 - 푸틴은 파리의 기자회견에서 터키가 극단주의 수니파 무장단체 이슬람 국가(IS)로부터 시리아에서 생산된 석유를 사들이고 있으며, 석유 공급선을 보호하려고 터키가 러시아 전투기를 공격한 것이라고 비난했다.[12]
- 2016년 12월 19일 - 터키 주재 러시아 대사 안드레이 카를로프가 터키 수도 앙카라의 한 미술관에서 현직 터키 경찰특공대 요원의 권총 8발을 맞고 쓰러진 후, 확인사살 1발을 맞고 현장에서 즉사했다. 터키는 개인의 소행이라고 발뺌했다.
- 2016년 12월 25일 - 러시아 국방부 소속 Tu-154 수송기가 러시아에서 출발해 시리아로 향하던 중 추락했다. 크리스마스는 러시아의 명절이지만, 이슬람교에서는 그렇지 않다. 러시아에서 시리아로 가려면 터키를 지나야 한다. 시리아 내전에서 러시아는 시아파인 시리아 정부를 지원중이고, 수니파 국가인 터키는 수니파인 시리아 반군을 지원중이다.

## 같이 보기
- 흑해 함대
- 주한 러시아 대사관
- 주조 러시아 대사관